# Торстейн Эйрикссон
Торстейн Эйрикссон (др.-сканд. Þórsteinn Eiríksson) (? — ?) — скандинавский мореплаватель, младший из трех сыновей Эйрика Рыжего. Торстен Эйрикссон упоминается в Саге об Эрике Рыжем и Саге о гренландцах.

## Биография
О жизни Торстейна почти ничего не известно. Согласно Винландским сагам, Эрик Рыжий поселился в Гренландии около 986 года вместе со своей женой и тремя взрослыми сыновьями — Лейфом, Торвальдом и Торстейном.
После того как Лейф Эрикссон отплыл на запад из Гренландии и открыл Винланд, его брат Торвальд Эрикссон организовал и возглавил вторую экспедицию в эту новую страну. Местные туземцы, которых норвежцы называли скрелингами, напали на Торвальда и его людей. Торвальд получил смертельное ранение и был похоронен в Винланде. Его команда вернулась в Гренландию.
Затем Торстейн Эйрикссон отплыл в Винланд, чтобы забрать тело своего брата Торвальда. Он отправился на одном корабле, взяв с собой двадцать пять человек и свою жену Гудрид. Корабль был окружен непогодой и так и не достиг Винланда. К первой неделе зимы они вернулись в Гренландию и высадились в Лисуфиорде, западном поселении, где искали убежища у живущих там семей. В ту зиму эпидемия охватила поселение, погубив Торстейна и ещё нескольких человек.